# Sphenospora yurimaguasensis
Sphenospora yurimaguasensis är en svampart som först beskrevs av Henn., och fick sitt nu gällande namn av H.S. Jacks. & Holw. 1923. Sphenospora yurimaguasensis ingår i släktet Sphenospora och familjen Raveneliaceae.   Inga underarter finns listade i Catalogue of Life.